# Sabil Bab al-Asbat

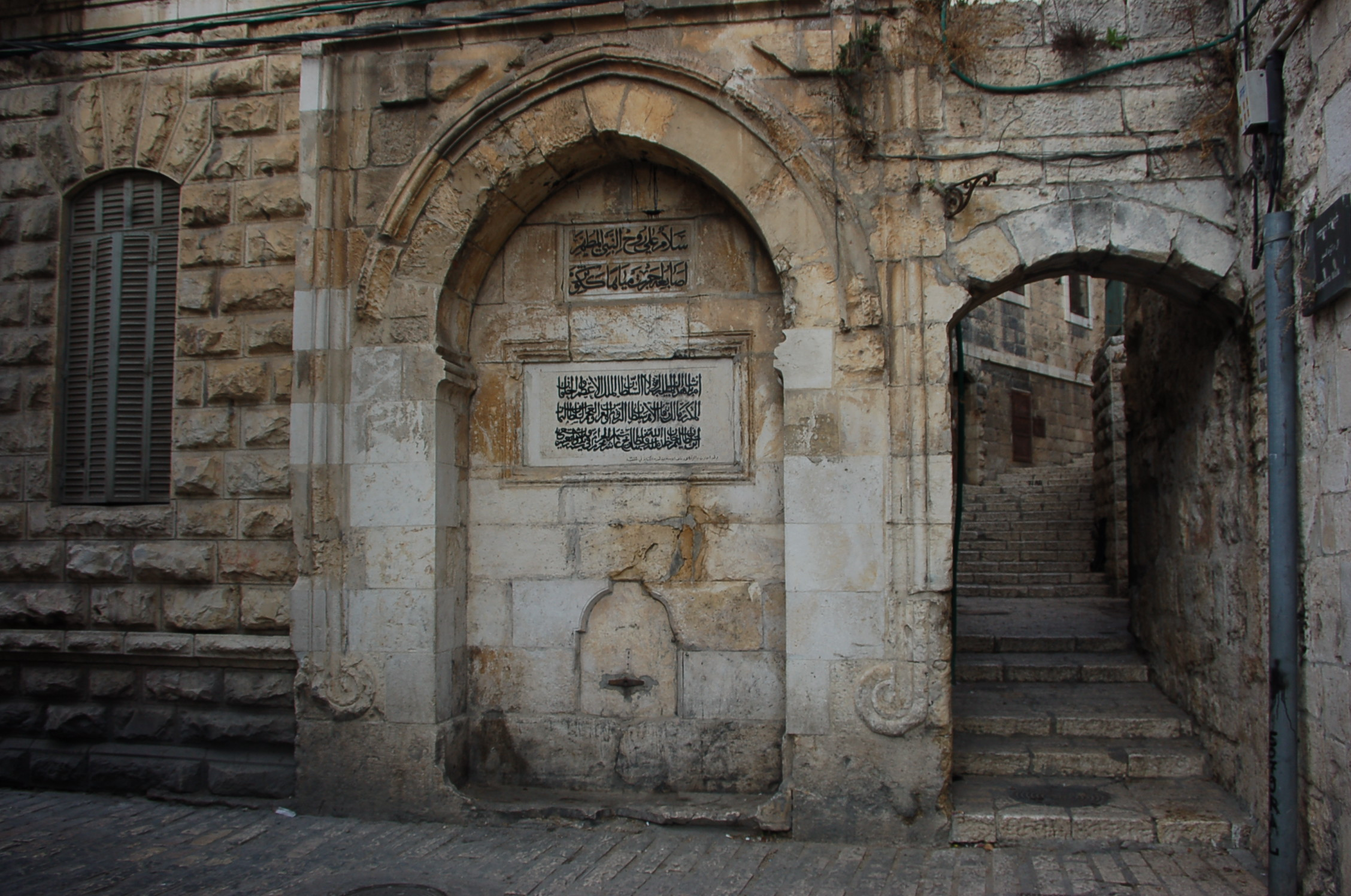
Sabil Bab al-Asbat und Storchenturm-Weg

Der Sabil Bab al-Asbat (arabisch سبيل باب الأسباط, DMG Sabīl Bāb al-Asbāṭ) ist ein osmanischer Brunnen in der Altstadt Jerusalems.

## Name
Den Namen Sabil Bab al-Asbat trägt der Brunnen, weil er sich in der Nähe des Löwentores befindet, das arabisch Bab al-Asbat (deutsch: Tor der Stämme) genannt wird. Dieses Löwentor wird auch arabisch باب ستي مريم bab sitti marjam ‚Tor meiner Herrin Maria‘ genannt.
Entsprechend trägt der Brunnen auch den Namen Sabil Bab Sitti Marjam (arabisch سبيل باب ستي مريم, DMG Sabīl Bāb Sitti Marjam).
Außerdem gehört die Hausmauer, an der er sich befindet, zum Hamam Sitti Marjam⊙.
Auf Deutsch wird er aufgrund seiner Lage am Löwentor auch Löwentorbrunnen genannt.

## Geographie
Der Sabil Bab al-Asbat⊙ befindet sich im Muslimischen Viertel von Jerusalem.
Er befindet sich 10 m westlich des Löwentores⊙ auf der Nordseite der Löwentorstraße.
Direkt östlich neben dem Brunnen zweigt durch einen engen Torbogen der Storchenturm-Weg ab⊙.

## Beschreibung
Der Sabil wird von einem rechteckigen Rahmen eingefasst, der aus der umgebenden Mauer hervorsteht.
Dieser Rahmen ist 3,72 m breit und 4,72 m hoch.
Den Rand des Rahmens bildet ein profilierter Wulst.
Zentral in den Rahmen eingefügt befindet sich ein Spitzbogen.
Er umgibt eine vertiefte Nische, die 1,85 bis 1,9 m breit ist.
Ein profilierter Wulst bildet den Außenrand des Spitzbogens.
In den Zwickeln springt jeweils ein rechteckiges und ein dreieckiges Element aus der Fassade hervor.
Der Spitzbogen erhebt sich aus zwei Kämpfern, die auf rechteckigen Steinsäulen ruhen.
Die Kämpfer sind mit einem profilierten Wulst verziert.
Diese Wulste sind Kopien der Originale.
Die Originale wurden von der Jerusalemer Stadtverwaltung abgeschlagen, um an ihrer Stelle Hinweistafeln für Besucher anzubringen.
Das Feld im Spitzbogen ist mit einer zweizeiligen Inschrift verziert.
Unter dieser Inschrift befindet sich ein 1,3 m breites und 0,68 m hohes Feld, auf dem sich früher eine weitere nun verloren gegangene Inschrift befand.
Im unteren Teil der Nische befindet sich eine weitere Inschrift, die 1980 angebracht wurde und eine Kopie der Inschrift des Sabil Birkat al Sultan oder des Sabil Bab an-Nazir ist.
Weiter unten, umgeben von einer kleinen, flachen Nische, befindet sich ein Loch, aus dem früher das Wasser austrat.
Darunter befand sich ein 2 m breites und 0,52 m tiefes Becken, das ebenfalls verloren gegangen ist.

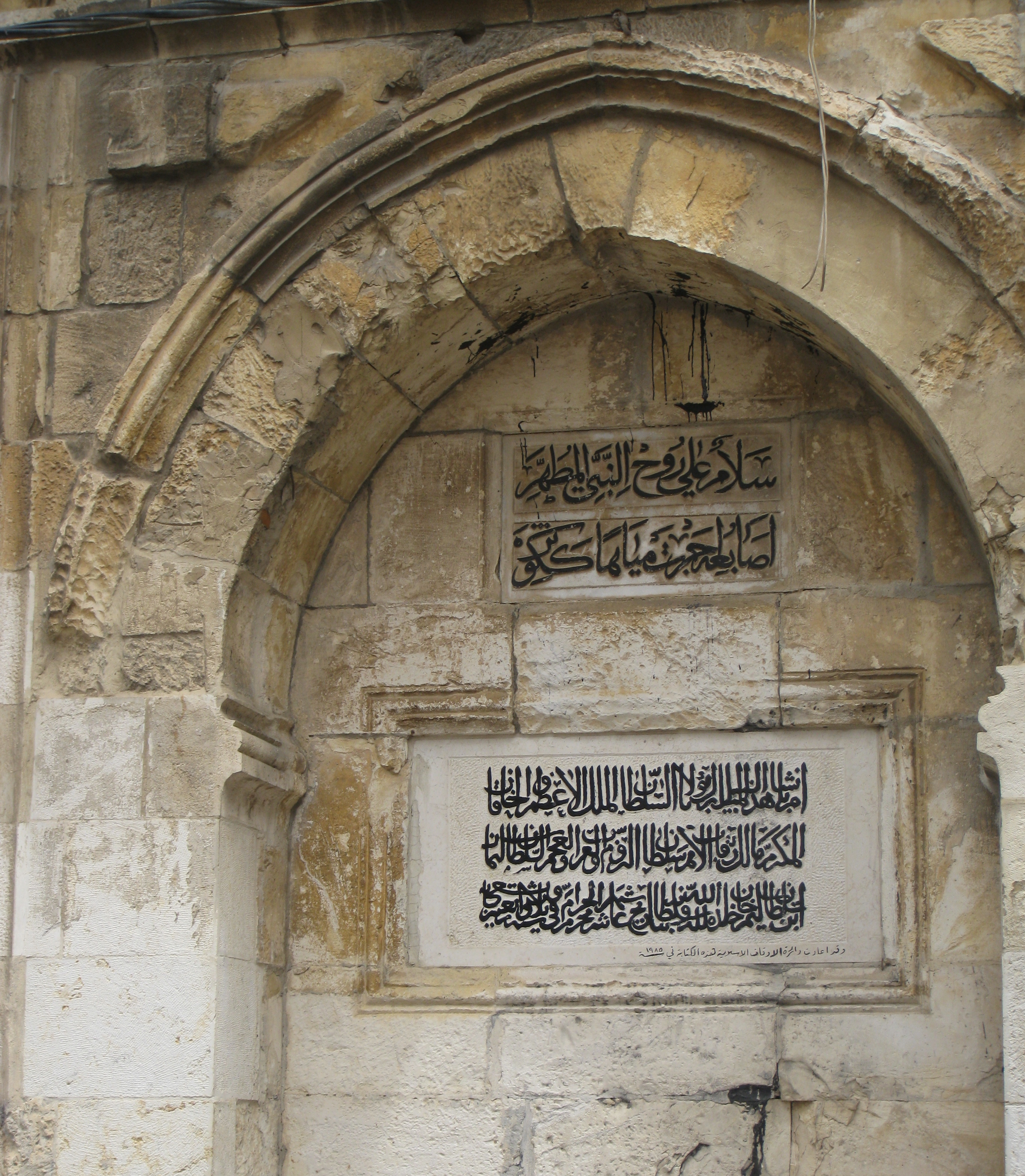
Inschriften am Sabil Bab al-Asbat

## Inschriften
Die obere Inschrift:

„Grüße an die Seele des gereinigten Propheten, Seine Finger verwandelten das Wasser in Kauthar (Fülle, heiliges Wasser aus dem Paradies).“

Die untere Inschrift:

„Er hat den Bau dieses gesegneten Sabils befohlen, unser Meister, der Sultan, der größte Prinz und der ehrenwerte Hakan, der die Nationen regiert, der Sultan der Länder Rum, der Araber und Perser, der Sultan Süleyman, der Sohn des Sultans Selim Khan, möge Allah seine Herrschaft und sein Sultanat erhalten und fortsetzen, am 10. des Monats Muharram, dem heiligen, im Jahr 943 (29. Juni 1536).“

## Wasserversorgung
Der Brunnen wurde ebenso wie das angrenzende Bad über den Qanat as-Sabil und seine Abzweigungen mit Wasser versorgt.

## Geschichte
Eine in den Sijills von Jerusalem (Gerichtsdokumente aus dem 16. Jahrhundert) erhaltene Waqfiyya (Stiftungsurkunde) bezeugt, dass der Brunnen 1541 durch Suleiman gestiftet wurde.
Er wurde 1536 auf Befehl von Suleiman erbaut.
Auch die architektonischen Details bestätigen diesen Befund.
Von allen Sabilen in Jerusalem hat der Sabil Bab al-Asbat die schlichtesten Verzierungen.
Der Grund dafür ist unbekannt.
Er war Teil eines größeren Systems von etwa einem Dutzend Brunnen, die während der osmanischen Periode gebaut wurden.
Diese Brunnen wurden entlang des Pilgerweges zum Haram und nahe seinen Toren angelegt.
Sie versorgten die Einwohner und die Pilger kostenlos mit Trinkwasser.